# حصار حاجی‌لار
حصارحاجی لار، روستایی است از توابع بخش مرکزی شهرستان ارومیه و در شهرستان ارومیه استان آذربایجان غربی ایران.

## جمعیت
این روستا در دهستان بکشلوچای قرار داشته و بر اساس سرشماری سال ۱۳۸۵ جمعیت آن ۴۴۷ نفر (۱۳۴ خانوار)
بوده‌است. و نام مسجد آن صاحب الزمان است که در سال ۹۴ باز سازی شده‌است و قبر میر محمد واقع شده‌است.